# Amata caerulescens
Amata caerulescens är en fjärilsart som beskrevs av Druce 1898. Amata caerulescens ingår i släktet Amata och familjen björnspinnare. Inga underarter finns listade i Catalogue of Life.